# Казаневський Володимир Адольфович
Володимир Адольфович Казаневський (нар. 24 липня 1950 року, Лебедин) — всесвітньо відомий радянський і український художник-карикатурист, відомий лектор з теорії мистецтва карикатури. Співзасновник та член правління Київського клубу карикатуристів «Архигум».

## Біографія
У школі з малювання у Володимира були погані оцінки і спочатку він писав гумористичні розповіді. Перший малюнок опублікував у виданні «Комсомольское знамя».
Протягом восьми років працював на радіозаводі в Києві. Створення карикатур та хобі стало роботою. Живе і працює в Києві.

## Родина
- Син — В'ячеслав Володимирович Казаневський (нар. 13 липня 1983 року, Київ) — художник. Закінчив Республіканську художню школу в місті Київ і Національну академію живопису й архітектури. Навчався також в Академії мистецтв м. Лювен (Бельгія) в майстерні Пол ван Ейка. Провів персональні виставки живопису в містах Лювен (Бельгія), Київ та Полтава.

## Виставки
Художник провів персональні виставки карикатур у ряді країн, таких як: Бельгія, Сербія, Угорщина, США, Японія, Іран, Хорватія, Україна.
Роботи зберігаються в колекціях у США, Швейцарії, Франції, Бельгії, Росії.

## Лектор
Першу статтю про радянські карикатури прочитав на Гавайських островах ще в 1989 році. Виступав із лекціями:
- Гаваї, США (1989);
- 10-й Міжнародний конгрес гумору (Університет Парижа VIII, Париж, Франція; 1992);
- Міжнародна конференція по гумору та сміху (ліцей де Garcons, Люксембург; 1993);
- Міжнародна конференція гумору (Коледж Святого Імені, Окленд, штат Каліфорнія; 1999);
- Міжнародна конференція гумору (Kansai університет, Осака, Японія (2000);
- 3-й Міжнародний фестиваль карикатур (Анкара, Туреччина; 1998);
- Іранський дім карикатури (Тегеран, Іран; 2001).

## Публікації
- Альбом «Голови»; ISSN Softcover 0868-7161. 132 стор.[8]
- Альбом «Спогади похилого Амура»;
- Альбом «Шия» (на Україні);
- Альбом «Homo Gibber» (у Швейцарії);
- Збірник карикатур у серії «Modern World Cartoonist» (у Китаї);
- The history of the cartoon in the USSR. 1995[9][10].
- Автор безлічі друкованих праць для міжнародних конференцій[11][12].